# Timonius lanceolatus
Timonius lanceolatus är en måreväxtart som beskrevs av Elmer Drew Merrill. Timonius lanceolatus ingår i släktet Timonius och familjen måreväxter. Inga underarter finns listade i Catalogue of Life.